# Компенсатор ДГС
Дисперсия групповых скоростей — аналог дисперсии фазовой скорости для квазимонохроматических импульсов, играет ключевую роль при распространении широкополосных импульсов в диспергирующей среде, такой как, например, стекло или вода.

## Что такое ДГС?

Схематическое изображение электрического поля сверхкороткого лазерного импульса распространяющегося в вакууме (сверху), и после прохождения среды с положительной дисперсии (снизу). Направление распространения импульсов — слева направо.

При распространении сверхкоротких лазерных импульсов сквозь диспергирующую среду (например, сквозь оптическое стекло) импульс изменяется двояко. Во-первых, центр импульса прошедшего через среду смещается относительно прошедшего через вакуум. Так проявляется разница между фазовой и групповой скоростью сверхкороткого импульса. Во-вторых, при прохождении импульса через нормально диспергирующую среду (например, стекло) более высокочастотные компоненты смещаются относительно длинноволновых, это смещение частоты называют «чирп».
Электрическое поле волны, распространяющейся вдоль оси z (в приближении медленно меняющихся амплитуд) можно представить в виде
{\displaystyle E(t,z)=A(t,z)e^{i(\omega _{0}t-k_{0}z)}+c.c.}
где A — медленно меняющаяся, по сравнению с ω0, функция; при z=0, A = A0(t). Помимо комплексной амплитуды, удобно пользоваться действительной огибающей {\displaystyle \rho _{0}(t)} и фазой {\displaystyle \varphi }(t)
{\displaystyle A_{0}(t)=\rho _{0}(t)e^{i\varphi (t)}}
Если длительность импульса полностью определяется обратной шириной спектра, то тогда говорят о спектрально ограниченных импульсах. В этом случае отсутствует фазовая модуляция ({\displaystyle \varphi (t)\equiv 0,A_{0}(t)=\rho _{0}(t)}). Чаще всего рассматривают гауссовы импульсы ({\displaystyle \rho _{0}(t)=\rho _{0}e^{-t^{2}/2\tau _{0}^{2}}}) и импульсы с огибающей вида {\displaystyle \rho _{0}=\rho _{0}sech(t/\tau _{0})}. Однако, после прохождения гауссовым импульсом диспергирующей среды импульс перестаёт быть спектрально ограниченным и приобретает некоторую фазовую модуляцию. На практике особую роль играют импульсы с фазой, изменяющейся по квадратичному закону {\displaystyle \phi (t)=-\alpha _{0}t^{2}/2}
Очевидно, чирп легко представить как модуляцию фазы электромагнитного поля при представлении фемтосекундного импульса в частотном диапазоне — φ(ω). Обычно, {\displaystyle \varphi (\omega )} раскладывают в ряд по частоте, относительно центральной (несущей) частоты ω0 :
{\displaystyle \varphi (\omega )=\varphi (\omega _{0})+(\omega -\omega _{0})\left.{\frac {\partial \varphi }{\partial \omega }}\right|_{\omega =\omega _{0}}+{\frac {1}{2}}(\omega -\omega _{0})^{2}\left.{\frac {\partial ^{2}\varphi }{\partial \omega ^{2}}}\right|_{\omega =\omega _{0}}+{\frac {1}{6}}(\omega -\omega _{0})^{3}\left.{\frac {\partial ^{3}\varphi }{\partial \omega ^{3}}}\right|_{\omega =\omega _{0}}+\ldots }
Соответствующие частные производные характеризуют групповую задержку (первая частная производная), дисперсию групповых скоростей (вторая производная); для производных третьего и более высоких порядков обычно употребляют названия дисперсия третьего, четвёртого и т. д. порядков.
В простейшем случае, если ограничиться учётом только дисперсии групповых скоростей (ДГС), то поле импульса при выходе из среды будет задаваться следующим образом:
{\displaystyle E_{out}=E_{0}exp[i(\omega _{0}t-\varphi )-\Gamma (t-\varphi ')^{2}]}
 где
{\displaystyle \Gamma =\left({\frac {\tau _{in}^{2}}{2\ln 2}}+2i\varphi ''\right)^{-1}\qquad \varphi '=\left.{\frac {\partial \varphi }{\partial \omega }}\right|_{\omega =\omega _{0}}\qquad \varphi ''=\left.{\frac {\partial ^{2}\varphi }{\partial \omega ^{2}}}\right|_{\omega =\omega _{0}}}
Представленные выше уравнения наглядно демонстрируют, что после прохождения диспергирующей среды форма импульса сохраняется, однако длительность импульса становится
{\displaystyle {\frac {\tau _{out}}{\tau _{in}}}={\sqrt {1+{\frac {\varphi ''^{2}}{\tau _{in}^{4}}}16(\ln 2)^{2}}}}
Где ДГС {\displaystyle (\varphi ''_{m})}, создаваемая средой длины {\displaystyle l_{m}}, определяется индексом преломления среды {\displaystyle n(\lambda )} для несущей длины волны λ0 (ω0) следующим образом:
{\displaystyle \varphi ''_{m}={\frac {1}{c}}\left({\frac {\lambda _{0}}{2\pi c}}\right)\left(\lambda _{0}^{2}{\frac {d^{2}n}{d\lambda ^{2}}}\right)={\frac {2}{c}}{\frac {dn}{d\omega }}+{\frac {\omega _{0}}{c}}{\frac {d^{2}n}{d\omega ^{2}}}}
Таким образом, при начальной длительности импульса на входе среды меньше ДГС создаваемой этой средой, длительность выходящего из среды импульса значительно увеличивается (обратно пропорционально квадрату начальной длительности импульса). Так, например, импульс длительностью 100фс при прохождении 10 мм плавленного кварца (что соответствует нескольким оптическим элементам) изменяется незначительно, тогда как импульс длительностью 10фс удлиняется более чем в 10 раз.

## Регулятор ДГС
Чтобы избежать расплывания импульса, в конструкцию фемтосекундного лазера вводят специальное устройство — регулятор (компенсатор) дисперсии групповых скоростей. Существует несколько широко распространённых конструкций, например схемы из двух решёток, двух призм, или двух многослойных диэлектрических зеркал т. н. «чирпированных» зеркал. Принцип действия всех конструкций основан на разной длине оптического пути для разных компонент импульса. В случае призм и решёток разница в оптическом пути геометрическая и задаётся свойствами диспергирующих элементов, тогда как в чирпированных зеркалах разные компоненты импульса отражаются на разной глубине.
Рассмотрим подробнее схему на основе двух призм.

Схема контроля дисперсией групповых скоростей с помощью призм. φ_{1} — угол падения (угол Брюстера), красная и синяя линии — схематическое изображение длинноволновой и коротковолновой частей спектра падающего излучения соответственно, α — угол вершины призм, l_{p} — расстояние между вершинами призм.

Добавочная фаза, которую создаёт двухпризменный регулятор ДГС, можно определить как
{\displaystyle \varphi (\omega )={\frac {2\omega l_{p}}{c}}\cos(\varphi _{2}(\omega _{blue})-\varphi _{2}(\omega ))}
Где {\displaystyle \varphi _{2}(\omega )} угол выхода излучения из призмы, зависящий от частоты, а {\displaystyle \varphi _{2}(\omega _{blue})} — выходной угол самого коротковолнового излучения:
{\displaystyle \varphi _{2}(\omega )=\arcsin[n(\omega )\sin(\alpha -\arcsin\{n(\omega )^{-1}\sin \varphi _{1}\})]}
где {\displaystyle n(\omega )} коэффициент преломления (зависящий от длины волны) материала, из которого изготовлены призмы, α — угол при вершине призмы, а {\displaystyle \varphi _{1}} — угол падения на первую призму (этот угол совпадает с углом Брюстера, чтобы потери на отражение были минимальны). Из условия минимизации потерь для заданной длины волны (обычно 800нм, для излучения стандартных Ti: сапфировых лазеров), можно определить α и {\displaystyle \varphi _{1}}:
{\displaystyle \alpha =2\arcsin \left({\frac {1}{\sqrt {1+{n_{t}}^{2}}}}\right)\qquad \varphi _{1}=\arcsin \left(n_{t}\sin \left({\frac {\alpha }{2}}\right)\right)}
где {\displaystyle n_{t}} коэффициент преломления на расчётной длине волны. Таким образом, изменяя {\displaystyle l_{p}}, можно добиться того, чтобы дисперсия групповой скорости создаваемая преломляющей средой (например активной средой лазера), была скомпенсирована дисперсией пары призм. Обычно, для этого призмы монтируют на подвижке, которая позволяет перемещать их параллельно основанию, то есть «выдвигать» и «вдвигать» призмы в луч.